# Бусдорф
Бусдорф (нім. Busdorf) — громада в Німеччині, розташована в землі Шлезвіг-Гольштейн. Входить до складу району Шлезвіг-Фленсбург. Складова частина об'єднання громад Гаддебі.
Площа — 5,35 км2. Населення становить 2094 ос. (станом на 31 грудня 2020).